# Parkesia
A Parkesia a madarak osztályának verébalakúak (Passeriformes) rendjébe és az újvilági poszátafélék (Parulidae) családjába tartozó nem.

## Rendszerezés
A nem besorolása vitatott, egye rendszerezők a Seiurus nembe sorolják ezt a két fajt is.
A nembe az alábbi 2 faj tartozik:
- Parkesia noveboracensis vagy Seiurus noveboracensis
- Parkesia motacilla vagy Seiurus motacilla